# Ліга видатних джентльменів
«Ліга видатних джентльменів» (англ. The League of Extraordinary Gentlemen) — американський фантастичний пригодницький фільм 2003 року, зрежесований Стівеном Норрінгтоном. Знятий за мотивами однойменного графічного роману Алана Мура і Кевіна О'Ніла, присвяченого пригодам спілки відомих літературних персонажів XIX століття. Українською озвучений телеканалом ICTV.

## Сюжет
У 1899 році група німецьких грабіжників вривається на танку до Банку Англії. Ватажок грабіжників на прізвисько Фантом викрадає план фундаментів Венеції, виконаний Леонардо да Вінчі. Незабаром Фантом і його поплічники викрадають німецького вченого, що розробляв цепеліни. Особа злочинців лишається невідомою, світ опиняється на порозі війни через взаємні звинувачення. Представник Британської імперії Сандерсон Рід вирушає в Кенію, щоб найняти для розшуку Фантома авантюриста і мисливця Алана Квотермена. Той, однак, не бажає встрявати в авантюри після смерті свого сина. Туди ж прибувають убивці, котрі застрелюють Алана, проте це виявляється підставна особа. Справжній Квотермен дає відсіч нападникам і погоджується допомогти Британії. Останній вцілілий вбивця приймає отруту й гине.
Квотермен прибуває до Лондона, де Рід знайомить його з «М» — лідером «Ліги видатних джентльменів», до якої входять особи з незвичайними здібностями. «М» вважає, що Фантом збирається вбити глав світових держав, коли вони зберуться у Венеції. Щоб завадити йому, буде сформовано загін з шістьох осіб. До неї поки зараховані винахідник капітан Немо, невидимець Родні Скінер, вампіреса Вільгельміна Гаркер і сам Алан Квотермен, оскільки знахар в обмін на порятунок зробив його безсмертним, щоправда тільки в межах Африки. Їм належить розшукати ще двох осіб, для чого Немо дає «Лізі» свій винахід — автомобіль.
«Ліги видатних джентльменів» вирушає в лондонські доки, щоб завербувати безсмертного Доріана Грея, замість якого старіє і нівечиться його портрет. Їх вислідковують найманці Фантома, та на допомогу приходить агент спецслужби США Том Сойєр. Він приєднується до «Ліги» і вирушає з рештою в Париж на захоплення Едварда Гайда — дике і надзвичайно сильне альтер-его доктора Генрі Джекілла, що пробуджується під дією спеціальної сироватки. Джекілл погоджується приєднатися в обмін на амністію злочинів Гайда.
Герої вирушають до Венеції на підводному човні Немо — «Наутилусі». Поки триває подорож, Квотермен зауважує, що Скінер підглядає за іншими. Немо ж знаходить в рубці сліди пороху. Вільгельміна не довіряє Немо, коли бачить, що він поклоняється богині Калі. Вона визначає, що рубку хтось фотографував зі спалахом. Грей тим часом залицяється до Вільгельміни, котру випадково ранить після того як подряпав Скінера. Джекілл же ледве стримує Гайда і бачить, що одна пляшечка сироватки зникла. Члени «Ліги видатних джентльменів» підозрюють одні одних у зраді.
Коли «Наутилус» прибуває до Венеції, Скінер зникає, тож підозри падають на нього. Під містом вибухають бомби, будинки Венеції починають обвалюватися. Сойєр використовує автомобіль Немо, щоб обвалити споруду на шляху і завадити подальшому руйнуванню. Квотермен стикається з Фантомом, яким розкриває, що він — це «М». В цей час Грей повертається на «Наутилус», застрелює помічника Немо і краде шлюпку. Немо спрямовує «Наутилус» навздогін. На борту виявляється платівка з посланням від Грея та «М» — професора Моріарті. «М» пояснює, що війна неминуча і він збирається її виграти, скориставшись здібностями учасників «Ліги». Грей зібрав фото «Наутилуса», зразок шкіри Скінера й крові Вільгельміни, та сироватку Джекілла. Все це допоможе створити армію непереможних солдатів. На борту вибухає бомба, Джекілл рятує «Наутилус», осушивши затоплене машинне відділення. Скінер посилає телеграфом повідомлення, що вказує на розташування бази Моріарті.
«Наутилус» досягає північній Монголії, де «Ліга» возз'єднується зі Скінером. Той приводить до бази «М», де утримуються викрадені вчені та готується армія. Немо і Джекілл рятують вчених, поки Скінер встановлює вибухові заряди. Вільгельміна бореться з Доріаном і показує йому його портрет, через що Доріану повертаються всі роки й рани і він гине. Квотермен і Сойєр протистоять «М», але той, скориставшись нападом солдата, тікає. Джекілл долає солдата, що скориставшись сироваткою перетворюється на чудовисько. Рід, набувши невидимості, ледве не вбиває Сойєра, Квотермен рятує його, але губить Моріарті, який завдає Алану смертельної рани. Сойєр стріляє навздогін Моріарті, котрий тоне в крижаній воді.
«Ліга видатних джентльменів» прибуває на похорони Квотермена в Кенії. Скінер згадує про безсмертя Алана, але не вірить що це правда. Учасники «Ліги» розходяться світом. Прибуває знахар, який виконує над могилою ритуал і земля над нею починає трястися.

## У ролях
| Актор           | Роль                         | Характеристика |
| --------------- | ---------------------------- | --- |
| Шон Коннері     | Алан Квотермен               | Персонаж роману «Копальні царя Соломона» Райдера Гаґарда. Авантюрист і мисливець, безсмертний в межах Африки завдяки закляттю знахаря |
| Насерудін Шах   | Капітан Немо                 | Персонаж творів Жуля Верна. Індійський принц, творець і капітан підводного човна «Наутилус» та автомобіля |
| Шейн Вест       | Том Сойєр                    | Персонаж творів Марка Твена. Тут — молодий агент спецслужб США |
| Стюарт Таундсен | Доріан Грей                  | Персонаж роману «Портрет Доріана Грея» Оскара Вайлда. Манірний аристократ, що володіє чарівним портретом, який старіє і нівечиться замість нього. Служить «М» в обмін на повернення портрета                                                       |
| Пета Вілсон     | Вільгельміна Гаркер          | Персонаж роману «Дракула» Брема Стокера. Тут — вампіреса, наділена здатністю до зцілення, фізичною силою і здатністю перетворюватися на зграю кажанів, а також вчена-хімік                                                                         |
| Джейсон Флемінг | Містер Джекілл / Містер Гайд | Персонаж роману «Химерна пригода з доктором Джекілом та містером Гайдом» Роберта Стівенсона. Винахідник сироватки, що дозволяє пробудити його зле надзвичайно сильне і потворне альтер-его                                                         |
| Тоні Курран     | Родні Скінер / Невидимець    | Заснований на вченому Гриффіні з роману «Невидимець» Герберта Веллса. Викравши секрет невидимості загиблого Гриффіна, Скінер використав його на собі. Попри цілковиту прозорість, він мусить ходити голим і уникати бруду, щоб лишатися непомітним |
| Річард Роксбург | «М» / професор Моріарті      | Персонаж творів про Шерлока Холмса Артура Конан Дойла. Геніальний лідер британських злочинців, що заснував «Лігу видатних джентльменів» аби скористатися її здібностями для панування над світом                                                   |
| Девід Геммінгс  | Найджел                      | Підставний Алан Квотермен |
| Том Ґудман-Гілл | Сандерсон Рід                | Представник Британської імперії в Кенії, підлеглий «М» |

## Оцінки й відгуки
Фільм зібрав 17 % позитивних відгуків на Rotten Tomatoes і 30 балів зі 100 на Metacritic.
На думку Карен Ган з сайту Polygon, комп'ютерні ефекти в фільмі застаріли, але справжні трюки вражають і через роки. Деякі моменти, такі як перетворення Джекіла, лякають, тоді як інші радше смішать. «Ліга видатних джентльменів» примітна також порівняно ранніми прикладами відходу від кліше про героїнь, героїв і «кольорових» народів. Так, Вільгельміна бореться з лиходіями на рівні з чоловіками, Доріан уособлює чоловічу красу не в стилі «мачо», а Квотермен наприкінці роздумує про свою упередженість щодо капітана Немо. Фільм витримує баланс між жартами й драмою, завдяки чому він веселіший, ніж може здатися з його критики.
Нелл Міноу з Common Sense Media відзначалося, що сюжет не розвивається так далеко, як можна було б очікувати, проте він показує з різних боків персонажів, висвітлюючи їхні сильні та слабкі сторони і як їх можна поєднати в єдину команду. Поміщаючи персонажів класичних творів XIX століття в неординарні становища, фільм робить це оригінально, хоча й виставляє цих персонажів не завжди як гарний приклад для наслідування.
Редакція Hollywood.com писала, що складні теми індустріалізації, деструктивного впливу науки фільм зводить до звичайного екшн-трилеру. Історії кожного з членів Ліги цікавіші самі по собі, ніж центральна сюжетна лінія. При цьому капітан Немо й Невидимець розкриті менше за інших, хоча їхня передісторія інтригує найбільше. Тут є великий потенціал, але його марнує Том, виступаючи як ще один запальний американець.